# Héctor Maseda Gutiérrez
Héctor Fernando Maseda Gutiérrez (La Habana, Cuba, 18 de enero de 1943), presidente del Partido Liberal Democrático de Cuba y periodista independiente. Pertenece al Grupo de los 75 opositores arrestados en la llamada Primavera Negra de Cuba de 2003, tras lo que fue condenado a 20 años de cárcel. finalmente excarcelado en 2011.

## Biografía
Nació el 18 de enero de 1943 en San Miguel del Padrón, un municipio de la cubana provincia de La Habana.
Comenzó a estudiar el bachillerato en el Instituto de La Habana al cumplir 12 años. Cuando cursaba el cuarto año, en 1958, se vinculó a grupos estudiantiles de la Universidad de La Habana y participó junto a ellos en manifestaciones públicas, mítines contra el gobierno del dictador Fulgencio Batista, pintó carteles en paredes de la ciudad con consignas antigubernamentales, así como en otras actividades calificables de protestas y rebeldías de carácter cívico. El 23 de julio de 1958 fue apresado y golpeado por la policía de Batista. Estuvo detenido en la Décimo Tercera unidad por espacio de aproximadamente dos meses, y liberado gracias a las gestiones de un familiar que ocupaba el cargo de Juez del Tribunal Supremo. No resultó juzgado ni sancionado por ser menor de edad y las presiones familiares ejercidas.
Al triunfo de la Revolución cubana liderada por Fidel Castro, continuó sus estudios hasta concluirlos (Bachiller en Ciencias). Es entonces que conoce a quien sería su primera esposa en 1962 y madre de tres de sus hijos: Tania, Nyurka y Ernesto. Años más tarde, fruto de otro matrimonio, tendría su última descendiente a quien le puso por nombre Christy. En el propio 1962 comienza a laborar en el Ministerio de Relaciones Exteriores (MINREX).
Es incorporado a la Escuela de Cuadros políticos que poseía el MINREX en ese entonces Al año siguiente lo destinaron a la Embajada de Cuba en Brasil, y allá estuvo en 1963 y 1964. Más tarde y al terminar sus labores diplomáticas en ese país, pasó a prestar similares servicios ante la Santa Sede (Roma-Italia) en 1964 a 1965, y finalmente a España desde 1966 a 1967. Renunció al Servicio Exterior para estudiar Ingeniería Electrónica en la Facultad de Tecnología (CUJAE). En el año 1974 se graduó de Ingeniero Electrónico, especialista en Controles Automáticos. Comenzó sus labores profesionales en la Comisión Nacional Económica y Científico Técnica y posteriormente se trasladó al Centro Nacional de Investigaciones Científicas (CENIC), de 1975 a 1980. Concluyó estudios de postgrado en Electrónica Digital, Física Atómica y Nuclear, Microprocesadores y Electrónica Rápida de Bajas Energías. Es autor o coautor de unas treinta tareas de investigación, así como de varios artículos científicos, resúmenes de tareas científicas concluidas y seis patentes de invención. Miembro fundador de la Sociedad de Física de Cuba, Sección de Física Nuclear.
En 1980 fue separado del CENIC y de la Sociedad de Física de Cuba por "falta de confiabilidad política". Le fue aplicado el Decreto-Ley 57, inciso D, por no aceptar la obligación de participar en mítines de repudio (actos de agresión verbal u ocasionalmente física) en contra de colegas de trabajo que abandonaban el país  en 1980, durante el éxodo masivo del Mariel. Los próximos dos años los pasó sin encontrar un trabajo que le permitiera vivir honradamente, tanto él como su familia. Fueron los dos años más negros de su vida y tuvo que hacer de todo, lo que honradamente le permitió ganarse la vida para sostenerse él y su familia.
Maseda es reconocido como prisionero de conciencia por Amnistía Internacional y fue uno de los 75 prisioneros de la Primavera Negra de Cuba, de marzo de 2003. El gobierno cubano, a partir de encuentros sostenidos con la Iglesia Católica, y la enorme presión internacional ejercida para que los prisioneros de conciencia fueran liberados, decidió la liberación del remanente de los presos políticos que quedaban, de la llamada Primavera Negra.
Está casado con Laura Pollán Toledo, una de las líderes de la organización feminista defensora del respeto a los derechos humanos las Damas de Blanco. Se le concedió una Licencia Extrapenal el 12 de febrero de 2011 en contra de su voluntad, pues solo aceptaba la libertad incondicional o el indulto. Se le obligó a abandonar la prisión «1580» (ubicada en el este de La Ciudad Habana) coaccionándole a entrar en una ambulancia y fue devuelto a su hogar en horas de la tarde. Esa Licencia Extrapenal, como regla, solamente se le autoriza a reclusos en estado de salud incompatible con las condiciones de vida en instituciones penitenciarias de alto y mediano rigor. Maseda Gutiérrez nunca presentó en prisión ningún tipo de enfermedad que pueda considerarse de grave, o incompatible con la cárcel. Sobre él se ciñe el peligro de ser enviado nuevamente a prisión cuando las autoridades cubanas así lo decidan al no cumplir con los requisitos mínimos que esa especial condición exige. En resumen: Maseda no está en libertad tal y como lo que esa palabra quiere decir, pues en la actualidad está sometido a un cambio de medida cautelar especial que en cualquier momento puede ser modificada, y devuelto a prisión a extinguir los 11 años que le restarían por cumplir, del total de 20. Esta situación ha sido interpretada por algunas personas como una especie de chantaje de las autoridades cubanas para que Maseda cese su accionar político en la calle y sienta sobre sí todo el tiempo la posibilidad de ser enviado a prisión nuevamente. Todo esto contradice al artículo de febrero de 2011 que las autoridades cubanas publicaron en el diario oficial Granma, en el cual afirmaban que el remanente de los presos que quedaban del año 2003 sería puestos en libertad, incondicionalmente.

## Trayectoria política
En 1985 Maseda abandonó definitivamente la conducta pública socio-política de doble moral. A partir de 1990 se integra a varias organizaciones de la oposición democrática, como el Comité Independiente de Ayuda Humanitaria, Frente Democrático de Ayuda Humanitaria, y Partido Solidaridad Democrática (del cual fue miembro de su Comité Político y Secretario General. En 1994, junto a varios exmiembros del Partido Solidaridad democrática crea, junto con Pastor Herrera Macurán, el Movimiento Liberal Democrático (MLD), ocupando el cargo de vicepresidente al principio y el de presidente más tarde.
Tras un proceso de maduración política y experiencia ciudadana se decide a unir el MLD al Movimiento Pacifista por la Libertad (MPL), y en su lugar surge la Alianza (ALD). Ya para el 19 de mayo de 1996 la ALD de convirtió en el Partido Liberal Democrático de Cuba (PLDC), transformándose con el paso de los años en el actual Partido Liberal de Cuba (PLC).
Maseda ocupó la vicepresidencia del PLDC desde su fundación y la presidencia del PLC a partir de mayo de 2003, dos meses después de su encarcelamiento, acusado de "ser un mercenario al servicio de una potencia extranjera, y actos contra la seguridad e integridad
territorial y la economía de Cuba", según el gobierno cubano.
Se inició Maseda en el periodismo independiente en 1997, al incorporar al Grupo de Trabajo Decoro. Estudió periodismo por correspondencia en la Universidad Internacional de la Florida y no le fue posible concluirlos al ser juzgado y condenado a 20 años de prisión faltándole dos asignaturas por examinar.
En 2006 el Grupo de Apoyo a la Democracia (GAD), publicó su libro Selección de Estudios Masónicos, y en 2007-2008 el primer y segundo tomo de su libro-testimonio Enterrados Vivos. En sus páginas, narra las condiciones del presidio político cubano, y los abusos de militares contra presos políticos y presos comunes. Se trata de un manuscrito que logró sacar (de prisión página por página), sobre la ola represiva de que fueron víctima los 75 opositores que según el gobierno cubano recibieron fondos del gobierno de los Estados Unidos para tratar de derrocar la Revolución. Incluía activistas de derechos humanos, periodistas, sindicalistas y bibliotecarios independientes. Se mantiene pendiente la publicación del tercer tomo. Según él mismo ha informado, hizo llegar a través de su esposa, una copia de su libro Enterrados Vivos a Fidel Castro. Posterior a ello se oyó a Castro en un discurso, calificar presuntamente a Héctor Maseda de «escritor de poca monta», pero sin llegar a señalar directamente el nombre de Maseda. Como es costumbre en muchos ataques verbales del expresidente a sus adversarios políticos, pocas veces dice su nombre directamente sino que alude a eventos y circunstancias que según los hechos, las personas deben ser capaces de poder discernir de quien se trata.
Entre los años 2009 y 2010 concluyó su libro Bolivar por Dentro, perteneciente a los géneros histórico-biográfico. Éste se encuentra pendiente de publicación por decisión propia.[cita requerida] También ha escrito para la organización Reporteros sin Fronteras y para los periódicos Le Monde, El Nuevo Herald y The New York Times, entre otros.

## Premios recibidos
- «Paladines de la Libertad» del Partido Nacionalista Democrático de Cuba (2008)[5]